# San Pedro de las Dueñas (Laguna Dalga)
San Pedro de las Dueñas es una localidad del municipio de Laguna Dalga, en la comarca del Páramo Leonés, provincia de León, comunidad autónoma de Castilla y León, en España. 
El municipio está formado por los pueblos de:  
- Laguna Dalga
- San Pedro de las Dueñas
- Santa Cristina del Páramo
- Soguillo del Páramo.

## Datos básicos
El pueblo se encuentra a 40,6 km de la ciudad de León (capital de la provincia). Tiene una población de 237 habitantes (INE 2009), aunque su población aumenta en periodos vacacionales. 
La actividad económica principal es la agricultura, en la que destaca el cultivo de maíz y remolacha.

## Servicios
El pueblo cuenta con un centro médico, un polideportivo, un bar, un taller mecánico, una casa de cultura, un salón de actos y el chopo del amor.

## Clima
La provincia de León cuenta con 5 zonas climáticas.
San Pedro de las Dueñas pertenece a la Zona II: Clima continental. Temperatura media entre 10º y 12º, con precipitaciones anuales entre 500 mm y 700 mm. Periodo seco de 3 y 4 meses.